# Spalničky
Spalničky (zastarale a moravsky osypky, lat. morbillus) jsou virové infekční onemocnění provázené charakteristickou vyrážkou. Původcem tohoto onemocnění je virus spalniček, jehož přirozeným hostitelem je výhradně člověk. Nákaza se šíří vzdušnou cestou – kapénkami. V zemích, kde není zavedeno očkování, jsou spalničky nebezpečným, život ohrožujícím onemocněním. Z celosvětového pohledu patří toto onemocnění mezi nejčastější příčiny úmrtí dětí do 5 let. Více než 95 % úmrtí na spalničky bylo zaznamenáno v zemích s nízkým hrubým domácím produktem a špatnou zdravotní infrastrukturou.
Úmrtnost je ve špatných hygienických podmínkách až 10 %, jinak pod 0,1 %.
Výsev kožní vyrážky je při diagnostice nutné odlišit od podobných projevů zarděnek a jiných vyrážkových onemocnění.

## Přenos
K přenosu nákazy dochází přímo, kapénkovou infekcí (kýcháním a kašláním) nebo kontaktem s nosními či nosohltanovými sekrety nemocných osob. Výjimečně může dojít k přenosu i nepřímo, vzduchem nebo prostřednictvím předmětů, které byly kontaminovány těmito sekrety.

## Inkubační doba
Inkubační doba viru spalniček je 6–19 dní, průměrně 13 dní. Období nakažlivosti začíná od nástupu počátečních příznaků onemocnění, ve kterém je nejvyšší a je charakterizováno intenzivním kašlem. Infikovaní lidé jsou nakažliví ještě 4 až 5 dní po objevení se vyrážky.

## Klinické projevy
Mezi první projevy patří horečka, kašel, zánět spojivek a rýma. Na sliznici v dutině ústní se mohou objevit charakteristické bílé skvrny na červeném podkladě, tzv. Koplikovy skvrny. Horečka může dosáhnout až 40 °C. Po 3–5 dnech se objeví drobně skvrnitá, sytě červená vyrážka, která postupně splývá. Začíná typicky za ušima a postupně se odtud šíří přes obličej na celé tělo. Přetrvává zhruba 3 dny. Poté dochází k jejímu vyblednutí a následnému ústupu v pořadí, v jakém se objevila. Kůže se začne olupovat.

## Léčba
Nemocný s touto infekcí by měl být v izolaci. Na spalničky není žádný specifický lék. Léčí se pouze projevy onemocnění – horečka a další příznaky. Ke snižování teploty lze použít léky, či zábaly. Vhodné je zajistit dostatek tekutin a klid na lůžku. U nemocných se sníženou obranyschopností lze podávat ribavirin.

## Komplikace
Na spalničky je možné zemřít, smrt může nastat přímo působením infekce (spalničková encefalitida), nebo v důsledku sekundární infekce (spalničky bývají doprovázeny útlumem imunitního systému a tím i vyšší náchylností k infekcím). Největší riziko úmrtí na spalničky i vážného průběhu onemocnění mají kojenci do jednoho roku věku, například při epidemii spalniček v Mongolsku v letech 2015-2016 zemřel v přímé souvislosti se spalničkami každý 81. nakažený kojenec. Vážné komplikace vyžadující intenzivní lékařskou péči postihly každého 28. kojence.
Toto onemocnění mohou provázet primární komplikace způsobené přímo virem, či sekundární komplikace při poměrně časté bakteriální superinfekci. Mezi nejčastější komplikace patří zápal plic, zánět středouší a gastroenteritida s průjmem.
Jako vzácnější komplikace je popisována subakutní sklerózující panencefalitida (Dawsonova nemoc), smrtelné onemocnění mozku objevující se několik let po prodělaných spalničkách. Původní odhady rizika byly poměrně nízké, ale studie publikovaná v roce 2016 ukazuje, že riziko je zřejmě mnohem vyšší než původně předpokládaných 1:10 000. Zejména pro kojence do jednoho roku se zdá, že by mohlo být riziko této komplikace 1:600.
Prodělané spalničky poškozují imunitní paměť, jak v buněčné, tak v humorální složce. Toto zjištění zřejmě částečně vysvětluje již dlouhou dobu známou náchylnost k dalším infekcím, která přetrvává až několik let po prodělání spalniček.

## Příčina
Původcem spalniček je jednovláknový RNA virus rodu Morbillivirus z čeledi Paramyxoviridae. I přes genetické variace je Morbillivirus považován za monotypický – za virus s jedním antigenním typem (neboli jediným sérotypem). Lidé jsou jedinými přirozenými hostiteli viru a není známo, že by existovaly jiné rezervoáry u zvířat, proto je teoreticky možná celosvětová eradikace (vymýcení). V Česku byly poslední epidemie v letech 2014 a 2017.
Virus je vysoce nakažlivý a šíří se kašláním a kýcháním prostřednictvím blízkého osobního kontaktu nebo přímého kontaktu se sekrety ve fázi onemocnění, která trvá 2–⁠4 dny. Spalničky jsou nejvíce nakažlivým přenosným virem, který je znám. Ve vzduchu nebo okolních površích zůstává infekční až 2 hodiny. Virus proniká do organismu přes epitel dýchacích cest. Po dobu 4–⁠7 dnů se virus replikuje v kůži, spojivkách, dýchacím traktu a ve vnitřních orgánech.
Nakažení lidé jsou infekční už asi 5 dní před výsevem exantému a až 4 dny poté. Onemocnění zanechává celoživotní imunitu. Spalničky jsou tak nakažlivé, že pokud je má jedna osoba, nakazí 90 % neimunních lidí v okolí. Mezi rizikové faktory infekce virem spalniček patří imunodeficience způsobená HIV nebo AIDS, imunosuprese po transplantaci orgánu nebo kmenových buněk, léčba alkylačními látkami nebo kortikosteroidy bez ohledu na stav imunizace; cestování do oblastí, kde se spalničky běžně vyskytují nebo kontakt s cestujícími z takové oblasti; ztráta pasivních, zděděných protilátek před dosažením věku rutinní imunizace.

## Očkování
Provádí se pravidelné očkování MMR vakcínou, která obsahuje oslabené viry spalniček, příušnic a zarděnek. V České republice se první dávka podává po třináctém měsíci věku dítěte a přeočkování se provádí mezi 5. až 6. rokem věku dítěte po provedeném základním očkování.
Podle studie Mina et al., kdy byla na skupině 77 neočkovaných dětí v Nizozemí testována hypotéza, podle které kvůli replikaci Morbilliviru v buňkách imunitního systému dochází nejen ke krátkodobému oslabení imunitního systému, ale i k dlouhodobé eliminaci buněk produkujících široké spektrum protilátek a vzniku imunitní amnézie. Takto oslabený jedinec je následně velmi náchylný k sekundárním infekcím i roky po primárním onemocnění spalničkami.

## Spalničky v České republice
Díky povinnému očkování MMR vakcínou byl v letech 2000–2013 výskyt spalniček v České republice minimální, hlášeno bylo do třiceti případů ročně, a to u dospělých nebo dospívajících dětí, které nebyly očkovány vůbec nebo jenom jednou dávkou. V dalších letech proočkovanost klesala. V roce 2007 bylo proti spalničkám očkováno 98 procent dětí do věku tří let, v roce 2017 již jen 84 procent.
V roce 2018 bylo hlášeno 203 případů spalniček, v roce 2019 celkem 590 případů. Světová zdravotnická organizace v roce 2019 kvůli stoupajícímu počtu případů spalniček vyřadila Českou republiku ze seznamu zemí, kde byla tato nemoc vymýcena. Pak nastal díky covidovým opatřením pokles: v roce 2020 nahlášeny 4 případy a v letech 2021 a 2022 žádný případ. V roce 2024 bylo v Česku 34 případů spalniček, nejvíc za posledních pět let.